# Совдеп
Совде́п — совет депутатов.

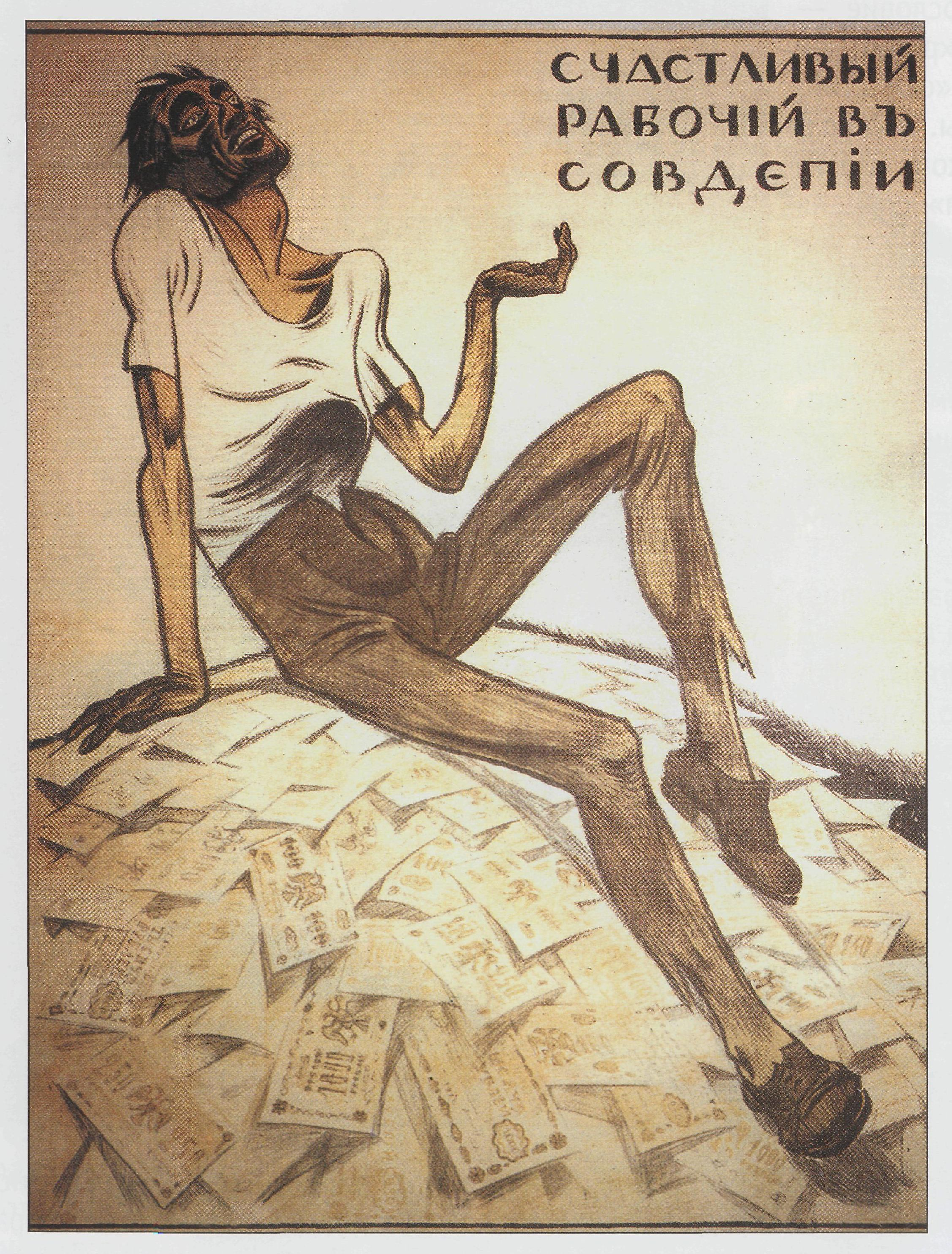
«Счастливый рабочий в Совдепии». Агитационный плакат Добровольческой армии, изображающий измождённого жителя РСФСР, сидящего на груде пятаковок. 1919

Согласно положению, закреплённому Конституцией 1918 года, Российская Социалистическая Федеративная Советская Республика декларировалась как федерация Советов разных уровней.

## Совдепия, совок
В зарубежной русской послереволюционной прессе получило популярность выражение «совдепия» (см. рисунок) в качестве пренебрежительного наименования РСФСР и СССР. В конце 80-х годов уже в самой России наряду с «совдепией» для пренебрежительного обозначения всего советского широкое распространение получило сленговое слово «совок».